# Geneviève Jeanson
Geneviève Jeanson (nascida em 29 de agosto de 1981) é uma ex-ciclista profissional canadense que participava em competições de ciclismo de estrada. Ela representou o Canadá nos Jogos Olímpicos de Verão de 2000 em duas provas, estrada e no contrarrelógio, ambos individualmente.